# As (België)
As is een plaats en gemeente in de Belgische provincie Limburg en behoort tot het gerechtelijk kanton Bree en het kieskanton Genk. De gemeente telt zo'n 8000 inwoners, die Assenaren worden genoemd. In 1901 werd in As de eerste Limburgse steenkool gevonden door de Leuvense hoogleraar geologie en mijnbouw André Dumont. Hiermee begon de industrialisatie waarmee vooral de omliggende gemeenten hun voordeel deden. Tegenwoordig is As een residentieel dorp te midden van heidevelden en bosgebieden op de grens van Kempen en Maasland.

## Toponymie
De ligging van de nederzetting nabij een waterloop in deze droge streek gaf dit dorp ook zijn naam. "As" zou een prehistorische waternaam ("aska") zijn waarmee men eerst de Bosbeek aanduidde en later het dorp zelf: "Assche, Asghe, Asch, As".
Een andere lezing is dat het woord afstamt van es, een aaneengesloten akkergebied.
Vanaf de vroege middeleeuwen moet het oorspronkelijke berken-eikenbos steeds meer wijken voor landbouwgronden en heidevelden.
De tegenwoordige gehuchten, waarvan Oeleinde waarschijnlijk het oudste is, ontstaan en het dorp ontwikkelt zich tot een landbouwersgemeenschap.

## Geschiedenis
Dit geschiedkundig overzicht behelst enkel het kerndorp As, vóór de aanhechting van Niel-bij-As in 1971.
Archeologische vondsten wijzen op een vroege prehistorische menselijke aanwezigheid. Zo zijn er verspreide vondsten van gebruiksvoorwerpen uit silex, daterend uit de jongste steentijd. Pas vanaf 500 voor Christus is de streek met zekerheid bewoond; een grafveld in de heide tussen Genk en As bewijst dit. De geschiedenis begint met de Romeinen die de weg van Tongeren naar Venlo aanleggen via Munsterbilzen en As. De huidige Zandstraat, de Bevrijdingslaan en de Hoogstraat (weg naar Niel en Dorne) volgen de loop van deze oude weg. De Romeinen hebben zich hier echter niet gevestigd; er zijn geen nederzettingen of villae: de streek is onvruchtbaar (zandgronden) en de Kempen wordt hierdoor niet geromaniseerd.
Na de val van Rome trekken de Franken onze gewesten binnen en vestigen zich onder meer in As. De Merovingische begraafplaats op de Schuttenberg wijst zelfs op een belangrijke nederzetting in de jaren 500 - 700. Vanaf de achtste eeuw neemt de kerstening van de Kempen een aanvang en wordt te As een eerste kerkje gebouwd op de plaats van de huidige St. Aldegondiskerk. De oudst bekende verwijzing naar een kerk in As is te vinden in de Annales Rodenses (Annalen van de Abdij Rolduc) waar over de inkomsten van de kerken van Riemst, Gellik, Genk en As van het jaar 1110 wordt bericht: "Ecclesie aput Asch site est quinta pars huius ecclesie" ("Een vijfde van de kerk te As is eigendom van dit klooster").
As lag in het graafschap Loon. In de loop van de 13de eeuw kwam het tot onenigheid tussen de abdij van Munsterbilzen, die in As een cijnshof bezat, en de graven van Loon over wie het recht had de pastoor van As te benoemen. In 1299 kwamen de twee partijen overeen om beurtelings de parochiepriester aan te stellen. Enkele jaren later, op 1 december 1303, kwam er een nieuw verdrag: het patronaatsrecht van de kerk van As en Gellik werd toegekend aan de abdis van Munsterbilzen, terwijl dat van Genk en Riemst naar de graaf van Loon ging.
Op civiel vlak hoorde As, als Loonse heerlijkheid, vanaf 1366 toe aan de Bisschoppelijke Tafel van het prinsbisdom Luik. In 1753 werden de heerlijke rechten van de gemeente in pandleen overgedragen aan Michael baron de Roosen, raadsheer van de prins-bisschop, en na diens overlijden in 1773 aan zijn schoonzoon Guillaume Arnold de Saeren (of Saren), baron van Othée. Na de Franse Revolutie werden alle privileges van het ancien régime afgeschaft. De laatste pandheer van As was Guillaumes zoon Michaël Henri de Saeren, overleden in 1828. Het wapenschild van de familie de Saeren werd later verwerkt in het wapenschild van de gemeente As.
Ook de Landcommanderij van Alden Biezen bezat in de 13de en 14de eeuw een aantal leengronden in As.
Tot aan de Franse Revolutie was As op bestuurlijk gebied verdeeld in twee eenheden, Dorp en Oeleinde, elk met zijn eigen burgemeester of 'dorpman'. Gezamenlijk stonden zij in voor het bestuur van de gemeente. Alle gezinshoofden in deze twee eenheden waren verplicht, op straffe van geldboete, deel te nemen aan de jaarlijkse verkiezing van de burgemeesters.
In 1901 werd in As op 541 m diepte de eerste Kempense steenkool ontdekt door de Leuvense professor André Dumont. Het lag voor de hand dat hier dan ook een steenkoolmijn zou worden gebouwd. De beheerders van de exploitatiemaatschappij probeerden het de Assenaren naar de zin te maken. Er werd een stadsplan voorgesteld met brede lanen en scholen, een nieuwe kerk en allerhande moderne voorzieningen. De eerste woningen voor de mijnwerkers van Zwartberg werden hier toen gebouwd: de cité Cockerill, een complex van 36 huizen dat in september 1912 klaar was. Het gemeentebestuur liet zich echter niet vermurwen en koos voor het behoud van hun plattelandsgemeente.
Tijdens de Eerste Wereldoorlog was een groot aantal Duitse troepen in As gelegerd, waaronder eenheden van de Fliegerschiesschule Asch en van de Minenwerfer-Schule van het 4de Leger.

### Tweede Wereldoorlog
Aan de vooravond van de Tweede Wereldoorlog was in As het hoofdkwartier van het Belgische Eerste Cavalerieregiment Jagers te Paard gevestigd. Deze eenheid stond in voor de verdediging van de vooruitgeschoven linie langs de Zuid-Willemsvaart, sector Neeroeteren-Eisden. De gemeente werd rond 13 mei 1940 bezet door het Duitse leger en bevrijd op 8 september 1944. Minstens zes weerstanders werden naar het Auffanglager van Breendonk getransporteerd. Er staat een gedenkteken voor de slachtoffers in het centrum van de gemeente.

## Geografie

### Geografische ligging
De gemeente As, sedert 1971 een fusie van de twee Kempense dorpen As en Niel-bij-As, is gelegen op het Kempens plateau, in het midden tussen de Demer- en de Maasvallei en daarbij op de waterscheiding van het Schelde- en Maasstroomgebied. Het dorp is ontstaan als nederzetting langs de Bosbeek of Oeter, een Kempense beek die haar bronnen heeft in het Asserse Wildbroek en nabij Maaseik uitmondt in de Maas.

## Kernen

### Deelgemeenten
| # | Naam        | Opp. (km²) | Inwoners (2020) | Inwoners per km² | NIS-code |
| - | ----------- | ---------- | --------------- | ---------------- | -------- |
| 1 | As          | 14,81      | 5.672           | 383              | 71002A   |
| 2 | Niel-bij-As | 7,32       | 2.562           | 350              | 71002B   |

### Nabijgelegen kernen
Waterschei, Genk, Wiemesmeer, Niel-bij-As, Opglabbeek

## Demografie

### Demografische ontwikkeling voor de fusie
- Bron:NIS - Opm:1831 t/m 1970=volkstellingen op 31 december

### Demografische ontwikkeling van de fusiegemeente
Alle historische gegevens hebben betrekking op de huidige gemeente, inclusief deelgemeenten, zoals ontstaan na de fusie van 1 januari 1971.
- Bronnen:NIS, Opm:1831 tot en met 1981=volkstellingen; 1990 en later= inwonertal op 1 januari

| Inwoners van jaar tot jaar op 1 januari 1992 tot heden | Inwoners van jaar tot jaar op 1 januari 1992 tot heden | Inwoners van jaar tot jaar op 1 januari 1992 tot heden |
| jaar                                                   | Aantal                                                 | Evolutie: 1992=index 100                               |
| ------------------------------------------------------ | ------------------------------------------------------ | ------------------------------------------------------ |
| 1992                                                   | 6.750                                                  | 100,0                                                  |
| 1993                                                   | 6.820                                                  | 101,0                                                  |
| 1994                                                   | 6.985                                                  | 103,5                                                  |
| 1995                                                   | 7.032                                                  | 104,2                                                  |
| 1996                                                   | 7.030                                                  | 104,1                                                  |
| 1997                                                   | 7.054                                                  | 104,5                                                  |
| 1998                                                   | 7.119                                                  | 105,5                                                  |
| 1999                                                   | 7.169                                                  | 106,2                                                  |
| 2000                                                   | 7.213                                                  | 106,9                                                  |
| 2001                                                   | 7.227                                                  | 107,1                                                  |
| 2002                                                   | 7.279                                                  | 107,8                                                  |
| 2003                                                   | 7.270                                                  | 107,7                                                  |
| 2004                                                   | 7.335                                                  | 108,7                                                  |
| 2005                                                   | 7.447                                                  | 110,3                                                  |
| 2006                                                   | 7.497                                                  | 111,1                                                  |
| 2007                                                   | 7.579                                                  | 112,3                                                  |
| 2008                                                   | 7.610                                                  | 112,7                                                  |
| 2009                                                   | 7.685                                                  | 113,9                                                  |
| 2010                                                   | 7.785                                                  | 115,3                                                  |
| 2011                                                   | 7.856                                                  | 116,4                                                  |
| 2012                                                   | 8.004                                                  | 118,6                                                  |
| 2013                                                   | 8.060                                                  | 119,4                                                  |
| 2014                                                   | 8.020                                                  | 118,8                                                  |
| 2015                                                   | 8.119                                                  | 120,3                                                  |
| 2016                                                   | 8.164                                                  | 120,9                                                  |
| 2017                                                   | 8.210                                                  | 121,6                                                  |
| 2018                                                   | 8.190                                                  | 121,3                                                  |
| 2019                                                   | 8.202                                                  | 121,5                                                  |
| 2020                                                   | 8.236                                                  | 122,0                                                  |
| 2021                                                   | 8.279                                                  | 122,7                                                  |
| 2022                                                   | 8.246                                                  | 122,2                                                  |
| 2023                                                   | 8.214                                                  | 121,7                                                  |
| 2024                                                   | 8.259                                                  | 122,4                                                  |
| 2025                                                   | 8.298                                                  | 122,9                                                  |

## Politiek

### Structuur
De gemeente As ligt in het kieskanton Genk (dat identiek is aan het provinciedistrict Genk) en het kiesarrondissement Hasselt-Tongeren-Maaseik (identiek aan de kieskring Limburg).
| As               | As               | Supranationaal         | Nationaal                         | Nationaal          | Gemeenschap       | Gewest            | Provincie         | Arrondissement           | Provinciedistrict | Kanton          | Gemeente        |
| ---------------- | ---------------- | ---------------------- | --------------------------------- | ------------------ | ----------------- | ----------------- | ----------------- | ------------------------ | ----------------- | --------------- | --------------- |
| Administratief   | Niveau           | Europese Unie          | België                            | België             | Vlaanderen        | Vlaanderen        | Limburg           | Hasselt                  | Hasselt           | Hasselt         | As              |
| Administratief   | Bestuur          | Europese Commissie     | Belgische regering                | Belgische regering | Vlaamse regering  | Vlaamse regering  | Deputatie         | Deputatie                | Deputatie         | Deputatie       | Gemeentebestuur |
| Administratief   | Raad             | Europees Parlement     | Kamer van volksvertegenwoordigers | Vlaams Parlement   | Vlaams Parlement  | Vlaams Parlement  | Provincieraad     | Provincieraad            | Provincieraad     | Provincieraad   | Gemeenteraad    |
| Kiesomschrijving | Kiesomschrijving | Nederlands Kiescollege | Kieskring Limburg                 | Kieskring Limburg  | Kieskring Limburg | Kieskring Limburg | Kieskring Limburg | Hasselt-Tongeren-Maaseik | Genk              | Genk            | As              |
| Verkiezing       | Verkiezing       | Europese               | Federale                          | Federale           | Vlaamse           | Vlaamse           | Provincieraads-   | Provincieraads-          | Provincieraads-   | Provincieraads- | Gemeenteraads-  |

### Geschiedenis

#### (Voormalige) Burgemeesters
| Tijdspanne | Tijdspanne   | Burgemeester              |
| ---------- | ------------ | ------------------------- |
|            | 1873 - 1908  | Jan Matthijs Theunissen   |
|            | 1909 - 1927  | Jacobus Janssen           |
|            | 1927 - 1933  | Joseph Weytjens           |
|            | 1933 - 1935  | Desiré Colemont           |
|            | 1935 - 1941  | Louis Huveners            |
|            | 1941 - 1944  | Jan Lambert Dexters       |
|            | 1944 - 1947  | Koen Lagaert              |
|            | 1947 - 1953  | Hubert Hoogmartens        |
|            | 1953 - 1959  | Gisbert Marting           |
|            | 1959 - 1971  | Albert Jorissen           |
|            | 1971 - 1977  | Pierre Tilmans            |
|            | 1977 - 1983  | Albert Jorissen (CVP)     |
|            | 1983 - 2006  | Jos Truyen (Lijst Truyen) |
|            | 2007 - 2016  | Miel Craeghs (Voluit!)    |
|            | 2017 - heden | Tom Seurs (Voluit!)       |

#### Legislatuur 2013 - 2018
Lijst Truyen werd omgevormd tot Voluit!. Voormalig VU'er Jos Truyen stopt met de actieve politiek. Erik Notemans en Michel Thijs verlieten de partij en sloten aan bij N-VA. PRO As-Niel, de samenwerking tussen sp.a en VLD werd stopgezet. sp.a trok onafhankelijk naar de kiezer, Open Vld en Vlaams Belang dienden geen kieslijst in.

#### Legislatuur 2019 - 2024
De lijst Voluit! haalde een absolute meerderheid van 11 op 19 zetels. Daarnaast hadden CD&V, sp.a en N-VA lijsten ingediend.

#### Legislatuur 2024 - 2030
Voluit!, dat was samengegaan met N-VA, behaalde opnieuw een absolute meerderheid, met 15 op 19 zetels. CD&V en Vooruit hadden zich verenigd in de centrumlinkse kartellijst ANders, die de overige vier zetels had behaald.

#### Resultaten gemeenteraadsverkiezingen sinds 1976
| Partij of kartel     | Partij of kartel                  | 10-10-1976 | 10-10-1976 | 10-10-1982 | 10-10-1982 | 9-10-1988 | 9-10-1988 | 9-10-1994 | 9-10-1994 | 8-10-2000 | 8-10-2000 | 8-10-2006 | 8-10-2006 | 14-10-2012 | 14-10-2012 | 14-10-2018 | 14-10-2018 | 13-10-2024 | 13-10-2024 |
| Stemmen / Zetels     | Stemmen / Zetels                  | %          | 17         | %          | 17         | %         | 17        | %         | 17        | %         | 19        | %         | 19        | %          | 19         | %          | 19         | %          | 19         |
| -------------------- | --------------------------------- | ---------- | ---------- | ---------- | ---------- | --------- | --------- | --------- | --------- | --------- | --------- | --------- | --------- | ---------- | ---------- | ---------- | ---------- | ---------- | ---------- |
|                      | CVP1/ KEERPT2/ CD&V3/ ANdersB     | 46,181     | 9          | 39,811     | 8          | 35,341    | 6         | 26,912    | 5         | 24,251    | 5         | 24,612    | 5         | 19,383     | 3          | 22,33      | 4          | 23,4B      | 4          |
|                      | SP1/ PRO AS-NielA/ sp.a2/ ANdersB | 191        | 3          | 18,031     | 3          | 18,551    | 3         | 201       | 3         | 24,741    | 5         | 15,88A    | 2         | 13,482     | 2          | 12,42      | 2          | 23,4B      | 4          |
|                      | PVV1/ VLD2/ PRO AS-NielA          | 14,251     | 2          | 8,131      | 0          | -         |           | 9,911     | 1         | 11,252    | 1         | 15,88A    | 2         | -          |            | -          |            | -          |            |
|                      | Lijst Truyen1/ Voluit!2           | 20,571     | 3          | 34,031     | 6          | 46,111    | 8         | 43,181    | 8         | 39,761    | 8         | 47,331    | 10        | 49,102     | 11         | 51,92      | 11         | 74,92      | 15         |
|                      | N-VA1/ Voluit!2                   | -          |            | -          |            | -         |           | -         |           | -         |           | -         |           | 18,051     | 3          | 13,51      | 2          | 74,92      | 15         |
|                      | Vlaams Belang                     | -          |            | -          |            | -         |           | -         |           | -         |           | 12,18     | 2         | -          |            | -          |            | -          |            |
|                      | PMB                               | -          |            | -          |            | -         |           | -         |           | -         |           | -         |           | -          |            | -          |            | 1,8        | 0          |
| Totaal stemmen       | Totaal stemmen                    | 3647       | 3647       | 4064       | 4064       | 4532      | 4532      | 4893      | 4893      | 5151      | 5151      | 5505      | 5505      | 5751       | 5751       | 5900       | 5900       | 3670       | 3670       |
| Opkomst %            | Opkomst %                         |            |            |            |            | 97,44     | 97,44     | 96,93     | 96,93     | 96,03     | 96,03     | 95,99     | 95,99     | 94,02      | 94,02      | 94,6       | 94,6       | 58,7       | 58,7       |
| Blanco en ongeldig % | Blanco en ongeldig %              | 4,17       | 4,17       | 4,06       | 4,06       | 4,72      | 4,72      | 5,29      | 5,29      | 4,74      | 4,74      | 3,81      | 3,81      | 4,81       | 4,81       | 5,6        | 5,6        | 1,9        | 1,9        |

 Bronnen: 1976-2000: Verkiezingsdatabase Binnenlandse Zaken // 2006-2012: www.hbvl.be/limburg/As/verkiezingen2012[dode link]
De gevormde coalitie wordt vet aangegeven. De grootste partij is in kleur.

## Bezienswaardigheden
- De Sint-Aldegondiskerk, een gerestaureerd monument in Maasgotiek, nu tentoonstellingsruimte
- De Sint-Theresiakerk uit 1930-1932
- Het Kolenspoor, een vereniging van vrijwilligers die zich inzette voor de toeristische uitbating van de oude spoorlijn Waterschei-As-Eisden met historische rijtuigen
- Het Station van Asch, het oudste Limburgse stationsgebouw, nu een taverne langs het Kolenspoor en toegangspoort naar het Nationaal Park Hoge Kempen
- De Geologische wand, het eerste geologisch monument van Vlaanderen, die ons 740 000 jaar terugvoert in de tijd
- Het André Dumont-monument, op de plaats waar de eerste Limburgse steenkool werd aangeboord
- Het Heiderbos, een natuurreservaat
- De Cité Cockerill, een kleine tuinwijk uit 1912 voor de arbeiders van de steenkoolmijn van Zwartberg
- Twee historische watermolens:
  - Oude Molen
  - Nieuwe Molen
- De Kolonie: Oorspronkelijk (1918) de Duitse officiersmess van de Fliegerschiesschule Asch, later (1927 - 2003) kindertehuis 'Kolonie De Beeckman'. In 2014 volledig gereconstrueerd en in gebruik als hoofdgebouw van de organisatie vzw Arbeidskansen[21][22][23]
- Monument voor de op 21 juni 1944 neergestorte RAF Lancaster III LM580 DX-L, nabij het Station van As

## Galerij

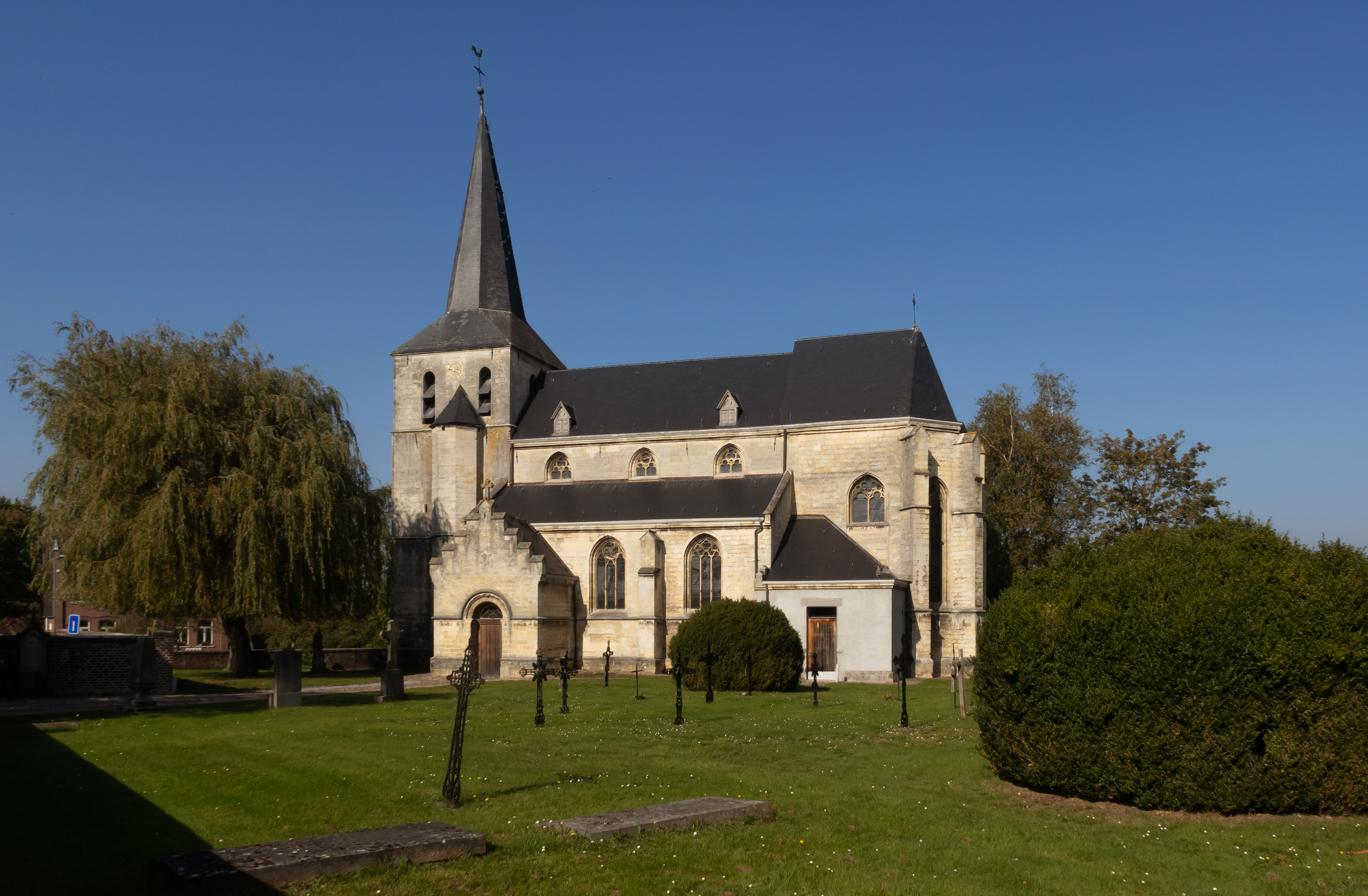
Voormalige Sint-Aldegondiskerk in Maasgotiek
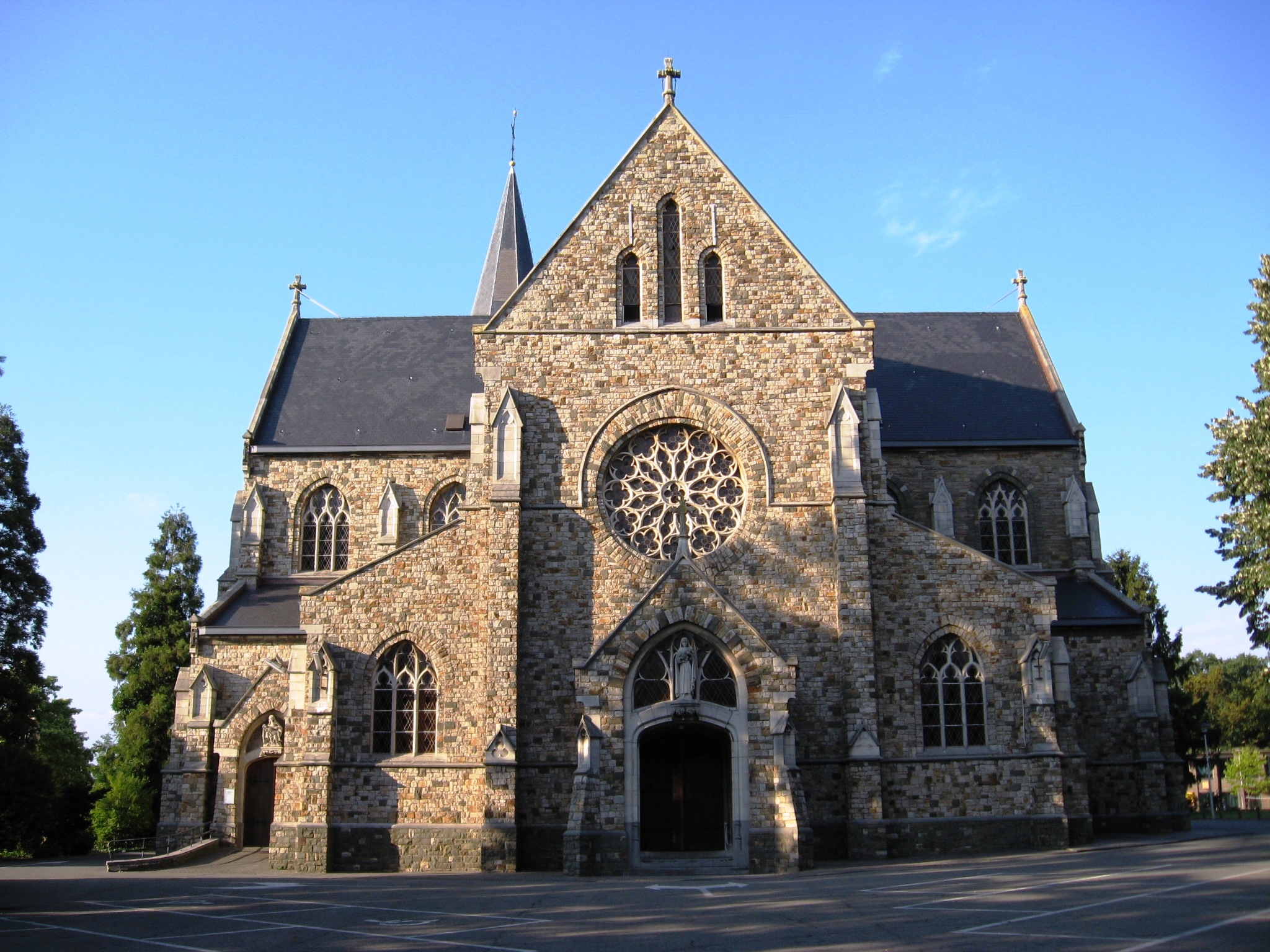
Parochiekerk Sint-Theresiakerk, gebouwd in 1930-1932
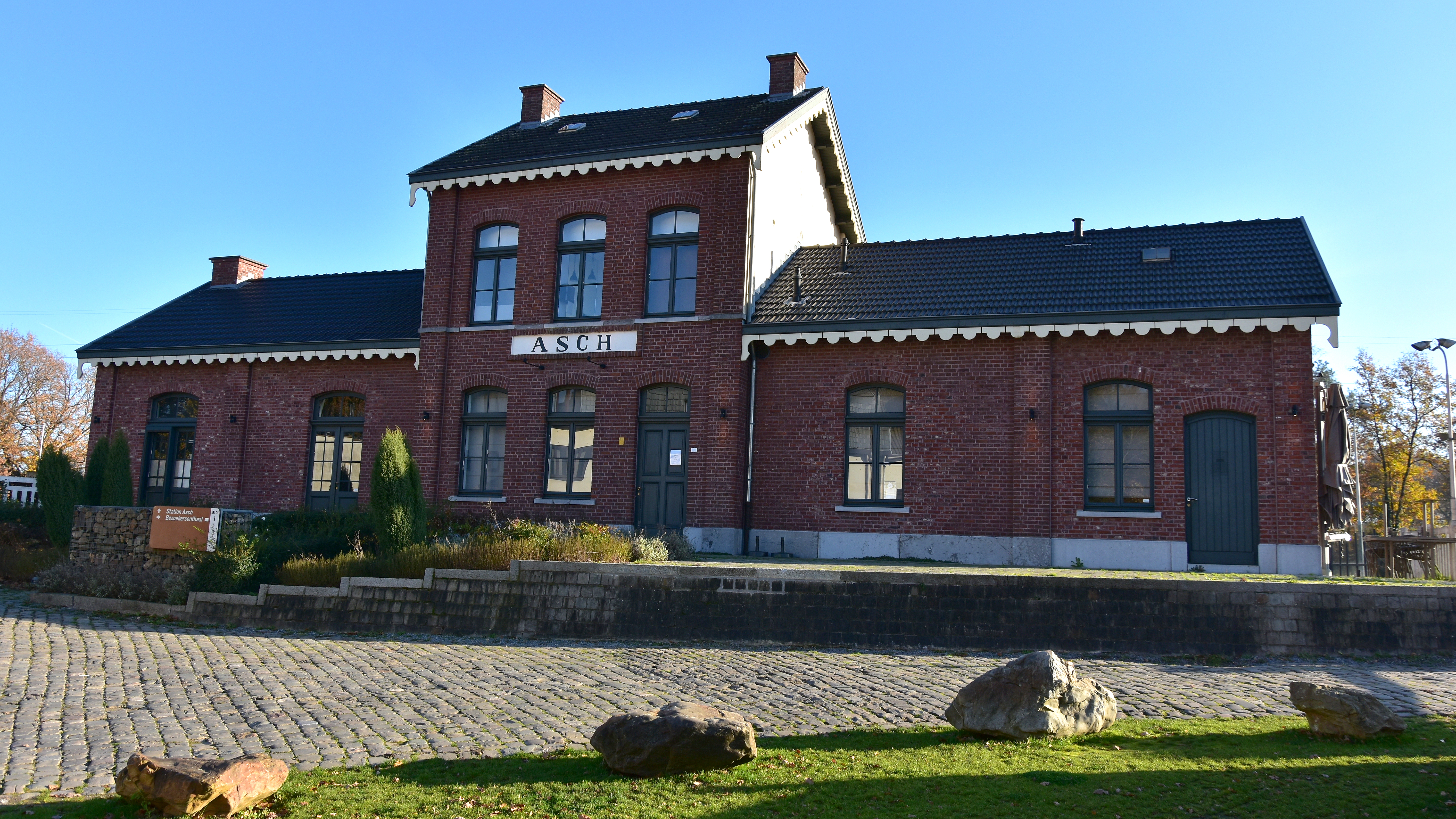
Het gerestaureerde station van As
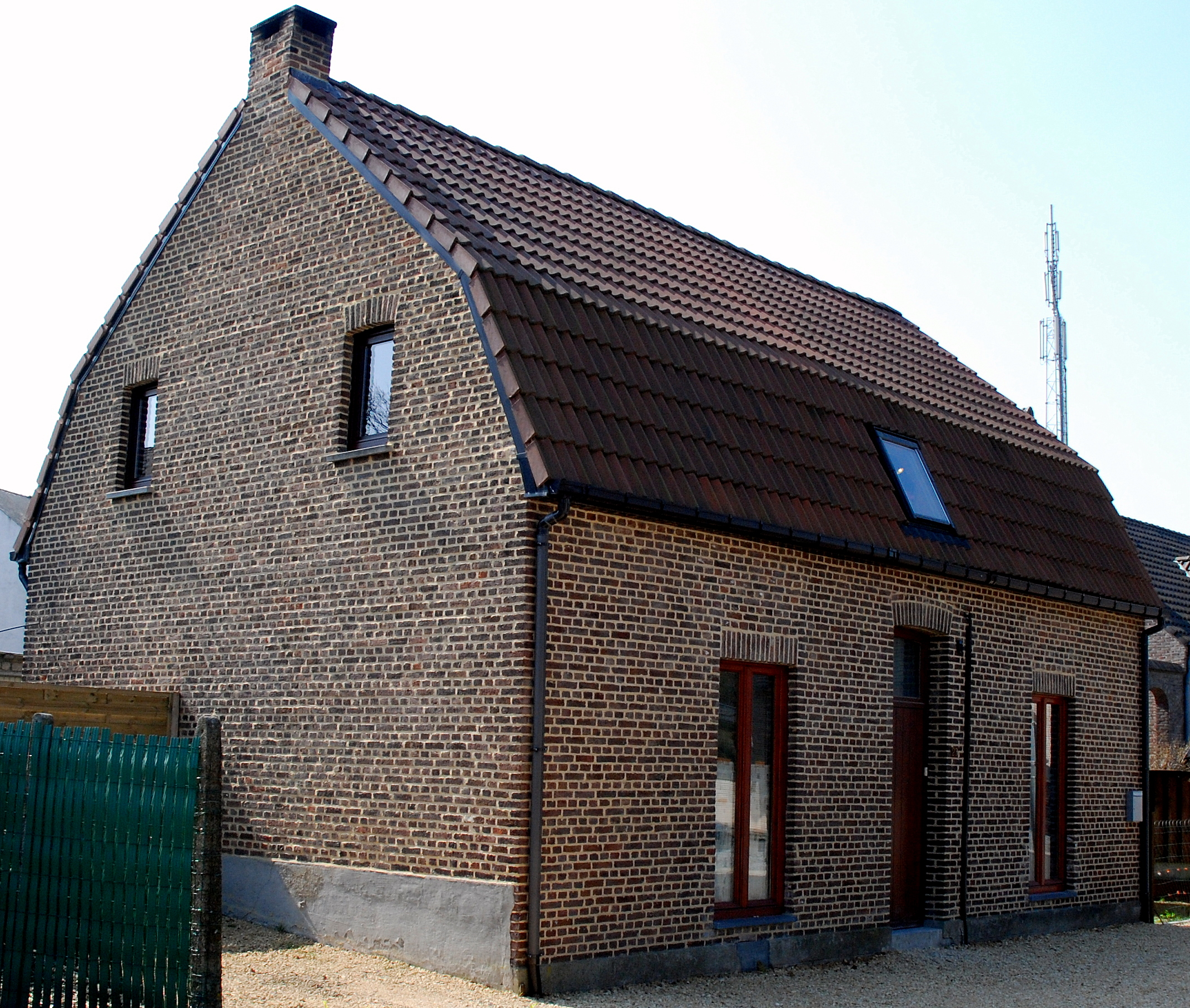
Eerste huis voor mijnarbeiders te As
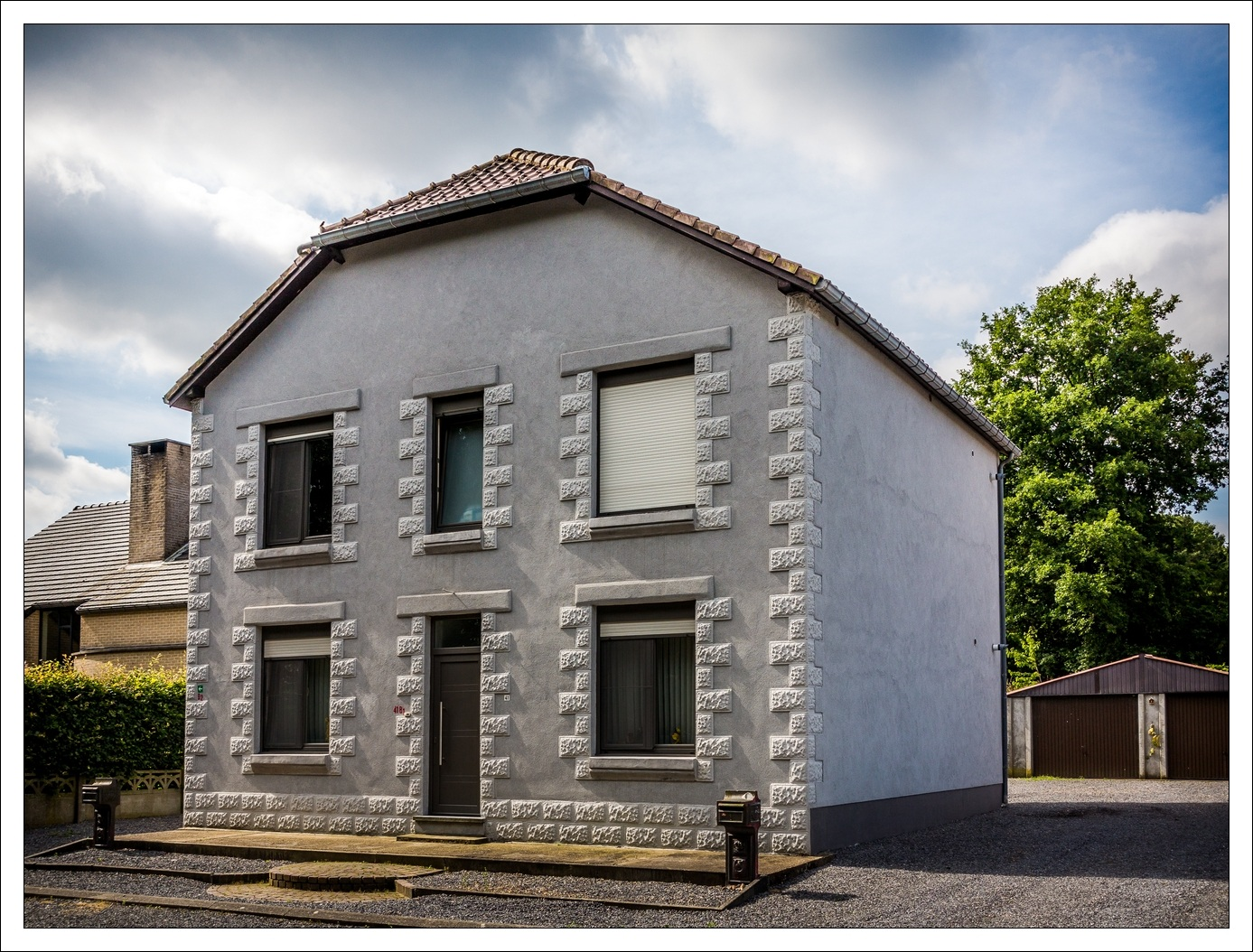
Het enig overgebleven huis van de Cité Cockerill
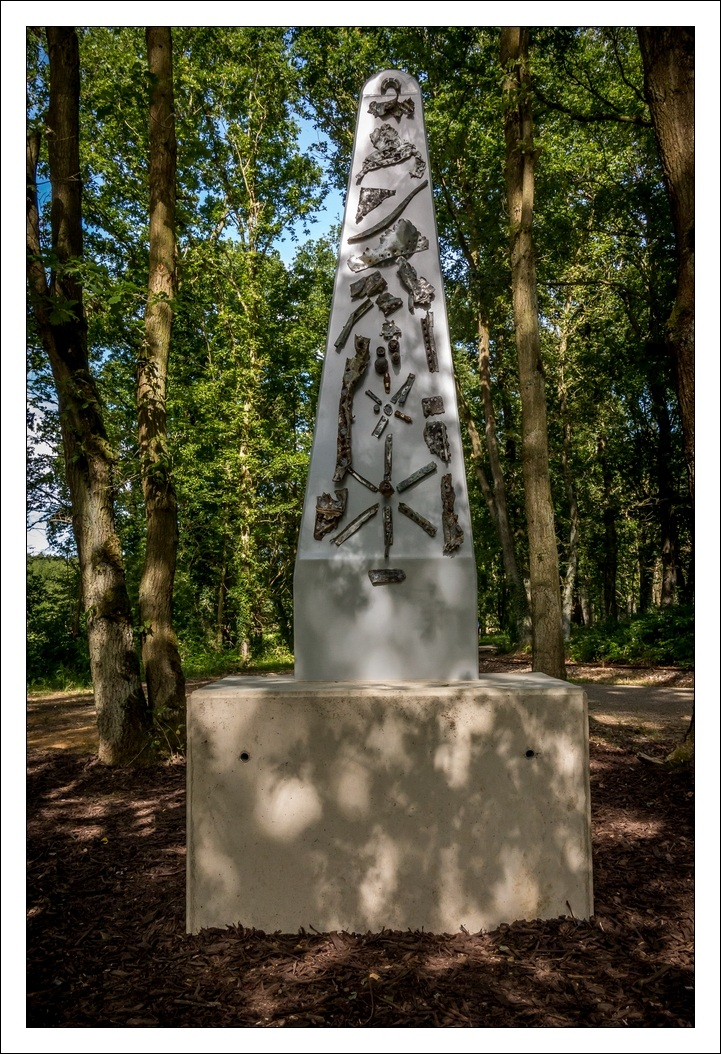
Lancastermonument nabij het Station van As
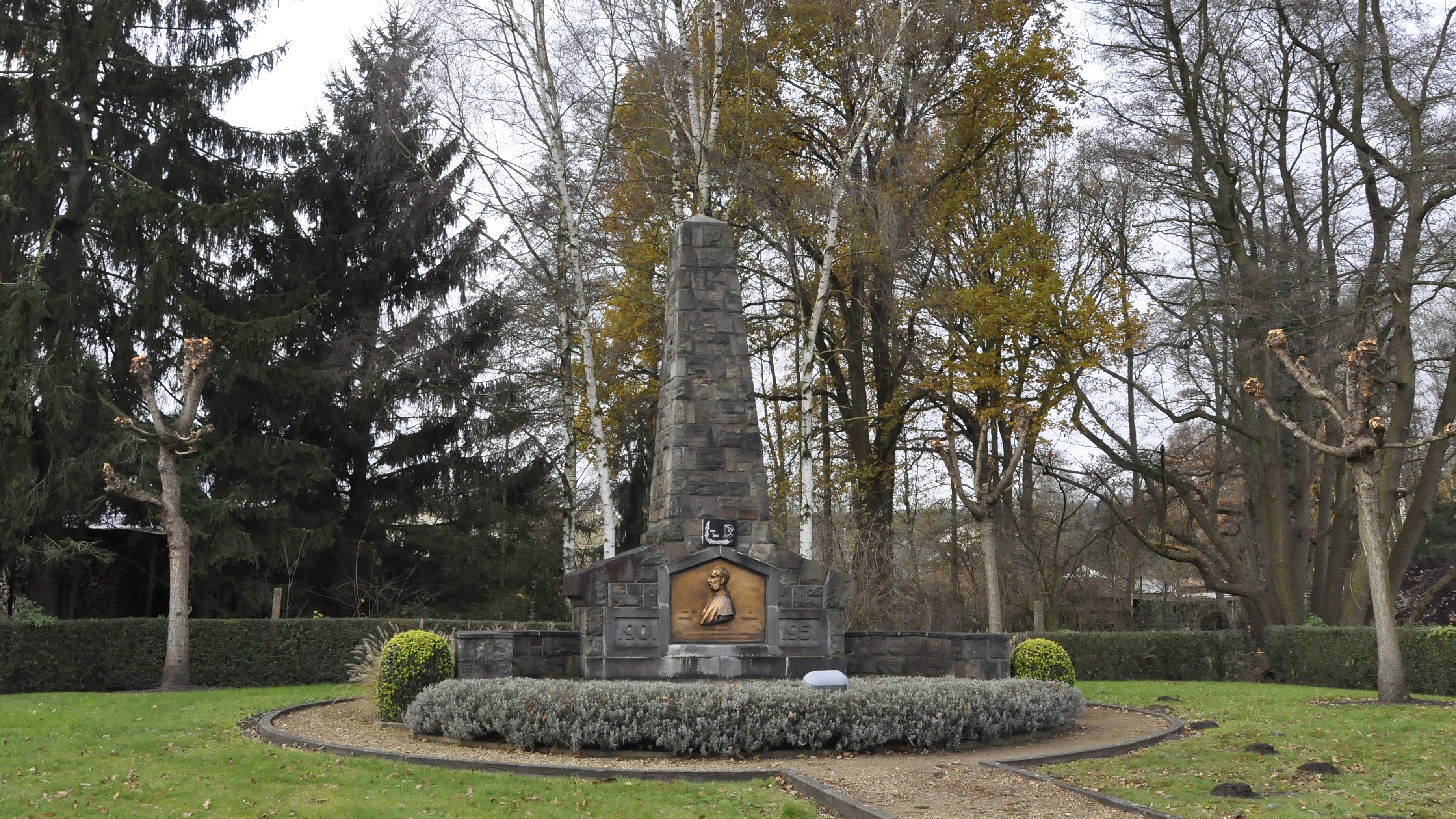
Monument voor André Dumont op de plaats waar voor het eerst steenkool aangeboord werd in Limburg
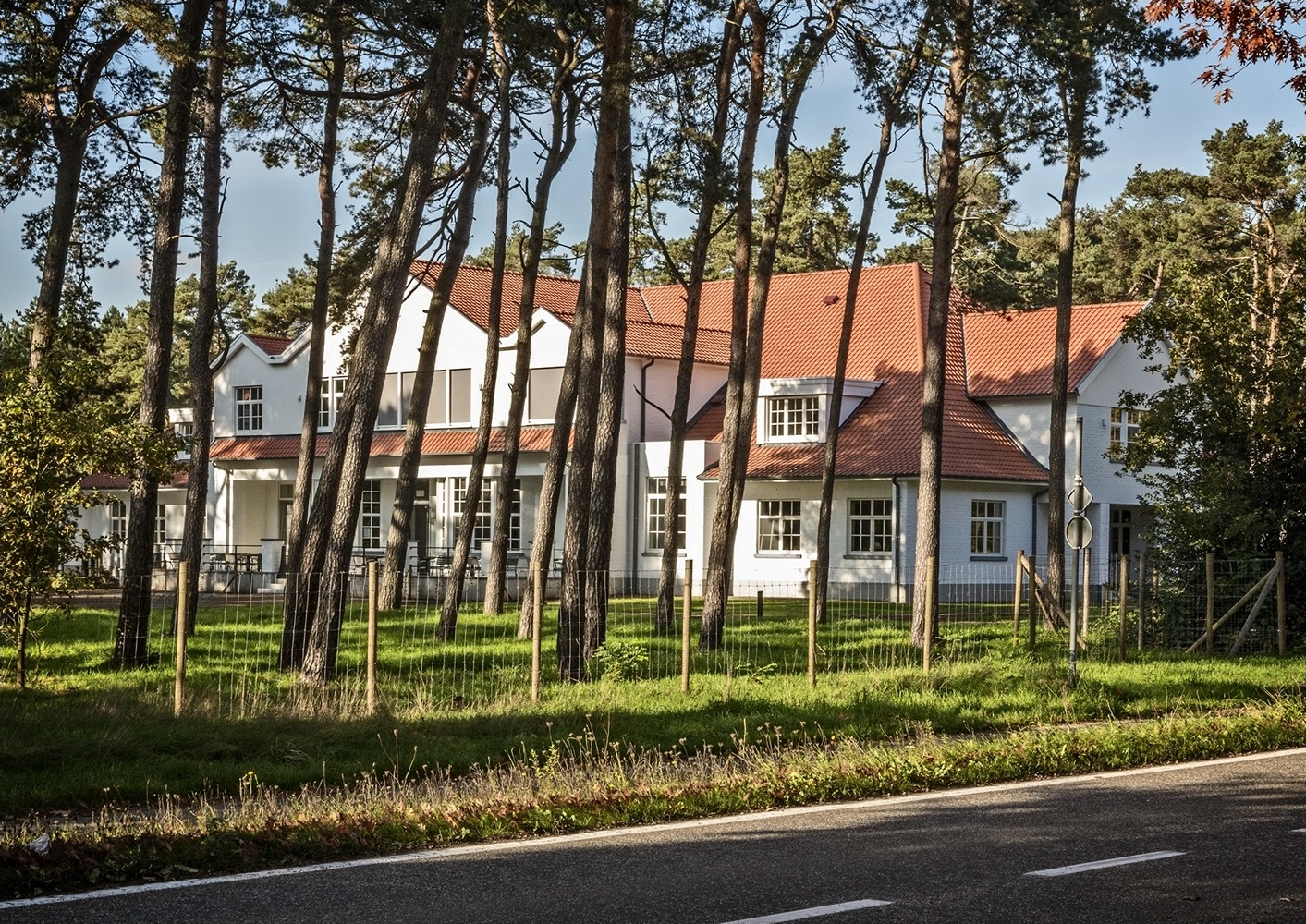
De Kolonie - voormalige officiersmess van de Fliegerschiesschule Asch - zie Vliegveld Asch
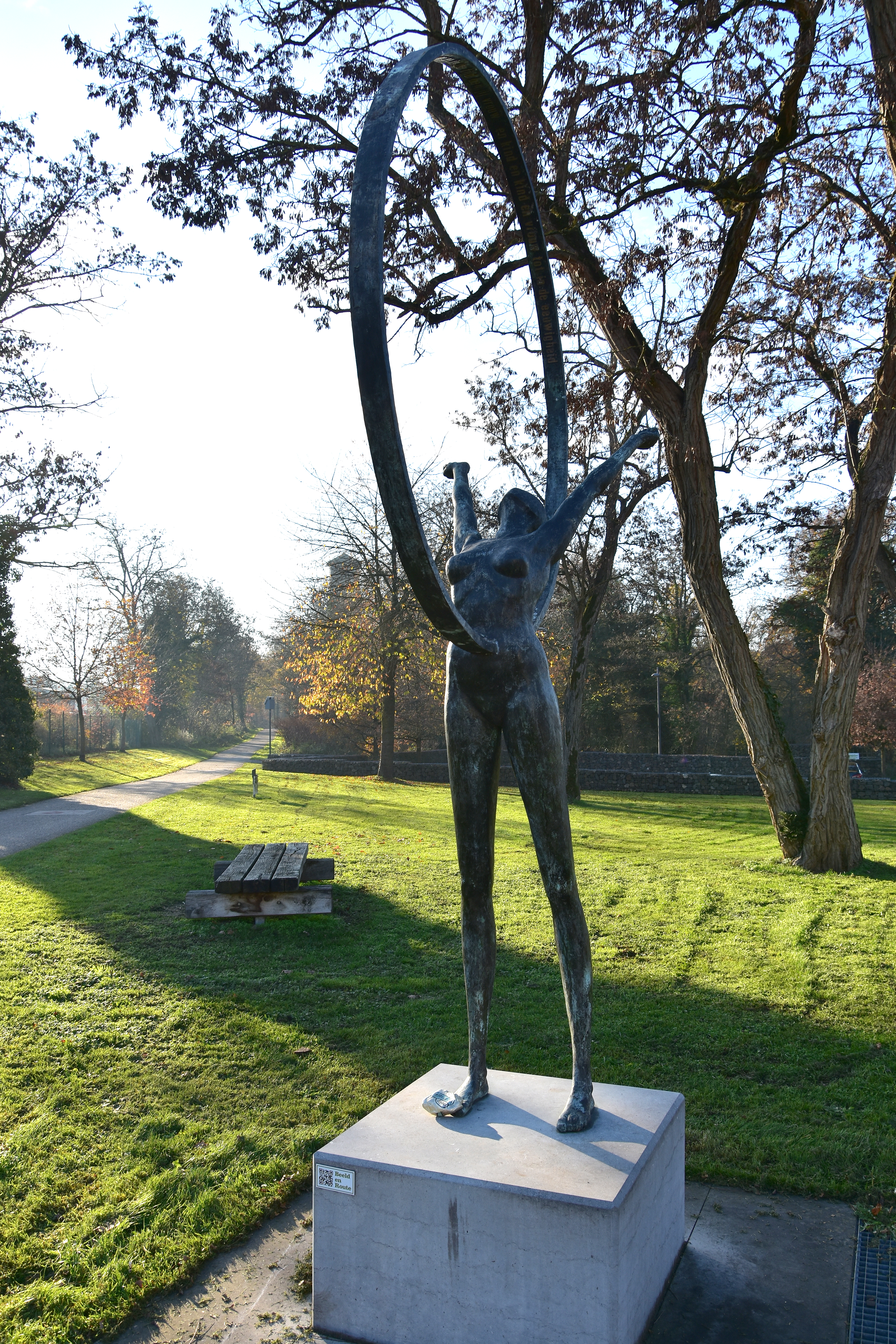
De Tijdvrouw van As door Julia Berger

## Natuur en landschap

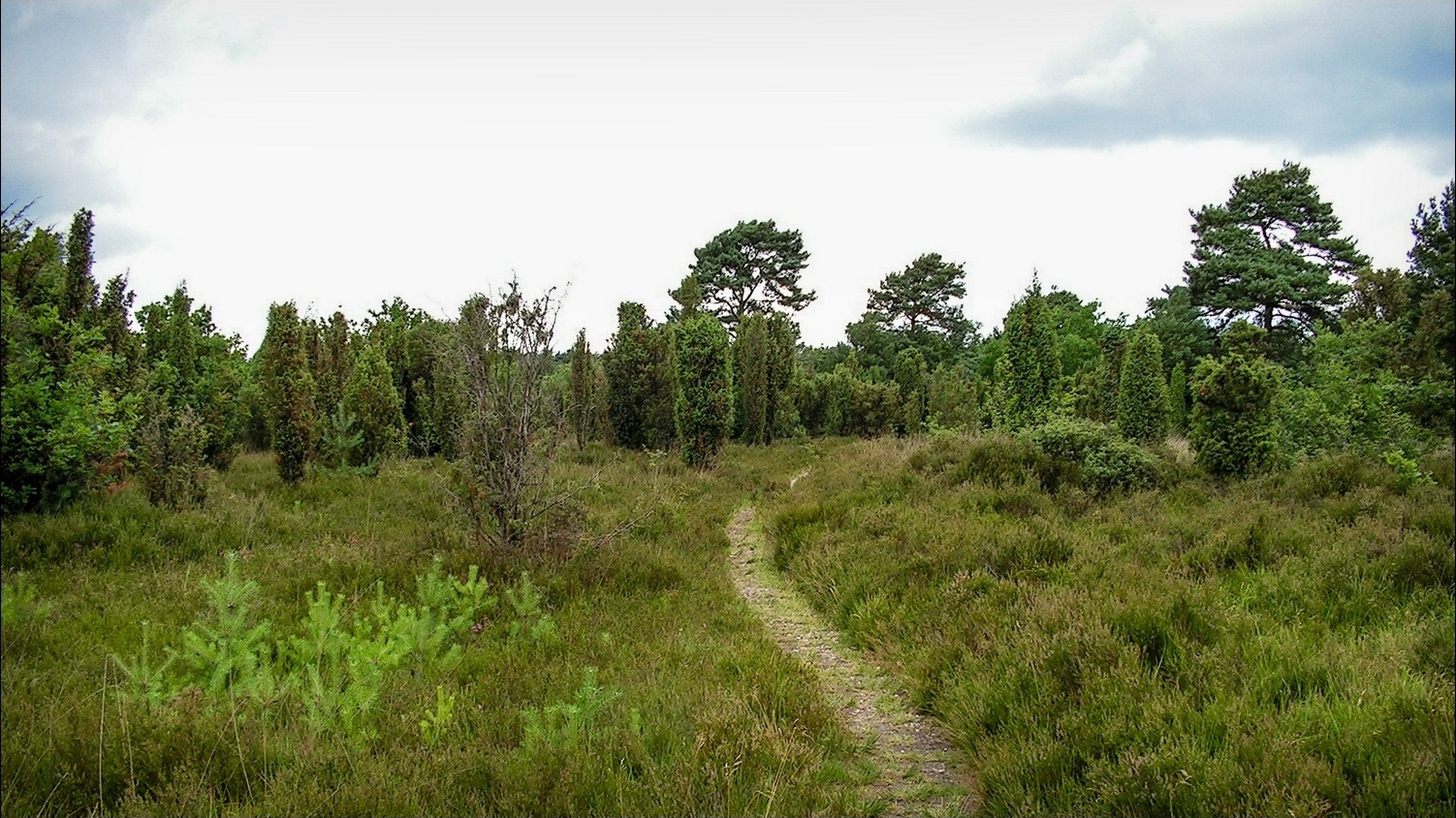
Het Vlaams natuurreservaat Heiderbos

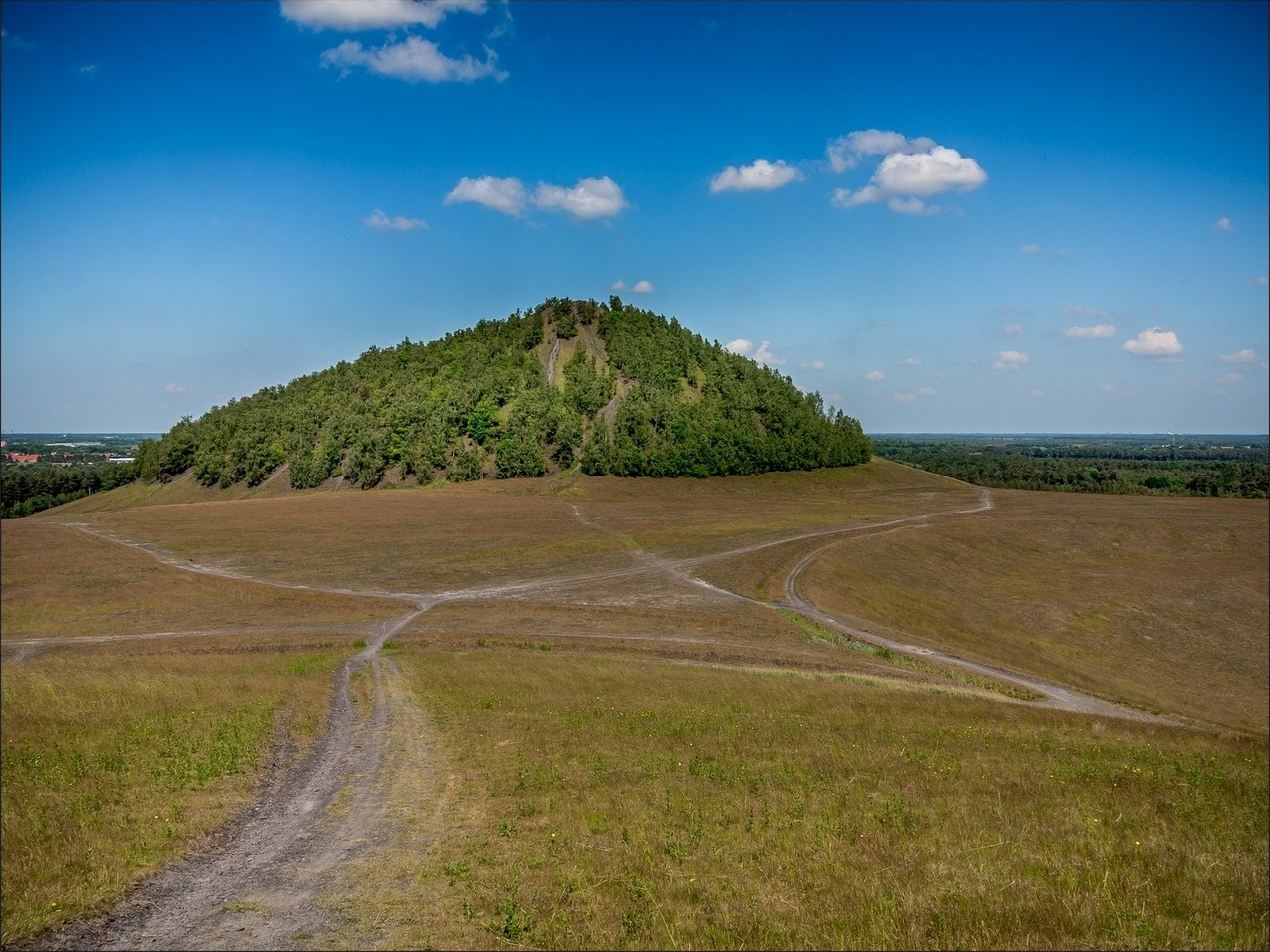
Een van de terrils van de voormalige steenkolenmijn André Dumont

As is gelegen op het Kempens Plateau op een hoogte van ongeveer 75 meter. Het ligt op de rechterflank van de vallei van de Bosbeek, die hier in het plateau is ingesleten.
Bos- en heidegebieden beslaan bijna 60 percent van de oppervlakte van As. Vooral in het noordwesten van de gemeente vindt men natuurgebieden, als de Klaverberg en het natuurreservaat Heiderbos, Dit laatste is uniek in Vlaanderen wegens de grote concentratie jeneverbesstruiken. Vlakbij liggen ook de twee terrils van de voormalige steenkoolmijn van Waterschei met toppen tot 165 meter boven zeeniveau. De terrils zijn deels heraangelegd en beplant en herbergen door hun specifieke bodem en helling een unieke warmteminnende flora en fauna.
In het oosten van As fungeert het voormalige treinstation als één der toegangspoorten naar het Nationaal Park Hoge Kempen, vanwaar het Mechels Bos en de Mechelse Heide te bereiken zijn.
Een netwerk van wandelpaden is in al de hierboven genoemde natuurgebieden te vinden.
Ook activiteiten als zand- en grindwinning hebben enige invloed op het landschap uitgeoefend. Direct ten noorden van de kom van As, achter het gemeenschapshuis in de Schuttenbergstraat, bevindt zich de geologische wand. Dit is een voormalige grindgroeve waar in een steile wand de geologische afzettingen over een periode van 300.000 jaar kunnen worden aanschouwd. Een trap van 8,5 meter hoog maakt het mogelijk om dit alles van nabij te bekijken.

## Cultuur
- De Oudheidkundige en Culturele Kring Sint-Aldegondis en het Heemkundig museum 't Mieleke.
- De Sint-Aldegondiskerk is ingericht als museum en expositieruimte voor wisselende tentoonstellingen.
- De Beeldenroute: verspreid over de gemeente As staan sculpturen en beeldhouwwerken van een vijftiental hedendaagse kunstenaars, waaronder Koen Vanmechelen, Julia Berger, Leopold Janssen, e.a.
- Het moderne gemeenschapscentrum De Drieschaar beschikt over een polyvalente zaal voor theatervoorstellingen en muziekoptredens.

## Mobiliteit
As ligt op het kruispunt van een aantal gewestelijke wegen: N723 (naar Genk), N730 (Tongeren-Bree), N763 (naar Maasmechelen), N75 (Hasselt-Dilsen).

## Onderwijs

### Basisonderwijs
In As zijn er drie scholen voor Basisonderwijs:
- Gemeentelijke Basisschool (Gemeentelijk onderwijs)
- Basisschool De Duizendpoot (Gemeenschapsonderwijs)
- Gesubsidieerde Vrije Basisschool (Vrij Katholiek Onderwijs)

## Bekende Assenaren
- René Swartenbroekx, auteur, theaterregisseur en scenarioschrijver
- Karel Theunissen, kunstschilder[25]
- Marc Hoogsteyns, freelance journalist en documentairemaker, Afrika-kenner[26]
- Barbara Creemers, politica, kamer van volksvertegenwoordigers, Groen
- Jos Truyen, politicus, gewezen burgemeester, VU/N-VA
- Tom Seurs, politicus, burgemeester, N-VA
- Matisse Didden, profvoetballer
- Kevin Maenen, bassist, The Sore Losers